# Указ о заселении дорог на калмыцких землях Астраханской губернии
«О заселении дорог на калмыцких землях в Астраханской губернии» — указ российского императора Николая I от 30 декабря 1846 года об освоении Калмыцкой степи, располагавшейся в пределах Астраханской губернии.

## История
В 1830-е годы в Российской империи возник вопрос устройства почтовых трактов через территорию Калмыцкой степи и устройства на них почтовых станций, для обслуживания которых планировалось привлечь государственных и крепостных крестьян, этим вопросом занимался  занимался назначенный в 1837 году министром государственных имуществ граф Павел Киселёв. Чтобы разрешить этот вопрос, планировалось переселить желающих государственных крестьян в малозаселённые части империи в Калмыцкую степь для обслуживания почтовых трактов и станций на этих трактах. Целью указа «О заселении дорог на калмыцких землях в Астраханской губернии» было заселение Калмыцкой степи для обслуживания трактов и станций на этих трактах,   переселенцами из центральной России, Украины и других частей европейской части Российской империи. Также указом планировалось приобщить калмыков к оседлости, земледельческой культуре и дать возможность православным миссионерам проповедовать христианство среди калмыков, исповедовавших буддизм.
Указ Николая I «О заселении дорог на калмыцких землях в Астраханской губернии» был издан 30 декабря 1846 года. Реализация указа была поручена Комиссии по заселению калмыцких дорог, которая была создана в Астрахани. Комиссией руководил главный попечитель калмыцкого народа. Первым руководителем Комиссии по заселению стал Кирилл Оленич-Гнененко.

## Описание
Согласно этому указу планировалось приобщить калмыков, занимавшихся кочевым животноводством к оседлости и земледелию, а также заселить Калмыцкую степь для обслуживания трактов и станций на этих трактах,  выходцами из европейской части Российской империи. Указ предполагал основать 44 станций среди кочевий калмыцкого народа. Для основания станций привлекались государственные и крепостные крестьяне, которые должны были обслуживать тракты и станции, содержать почтовые тройки и показать калмыкам пример земледельческой культуры. Переселившимся в Калмыцкую степь крестьянам выделялась земля в размере 30 десятин на душу. Одновременно крестьяне освобождались от налогов на восемь лет и получали пособие в размере 35 рублей.
В этих селениях также разрешалось селиться калмыкам всех сословий. Если калмыки выражали желание селиться в станциях, то им выдавалось денежное пособие с одновременным разрешением пользоваться улусными пастбищами. Размер пастбища, которое предоставлялось оседлому калмыку, зависело от его сословия. Нойонам выдавалось 1500 десятин на душу его семьи, аймачным владетелям — по 400 десятин, безаймачным — по 200 десятин, а калмыкам-простолюдинам — по 30 десятин.

## Последствия указа
В результате указа в Калмыцкой степи стали селиться крепостные крестьяне, которые выкупались у помещиков. В это время возникли некоторые крупные сёла современной Калмыкии (Приютное, Троицкое, Яшалта, Садовое). В 1861 году в Калмыцкую степь из Богучара (Воронежская губерния) прибыл бывший крепостной крестьянин Степан Кийков, который в 1862 году основал Элисту.

## Источник
- Календарь знаменательных и памятных дат на 2016 год/ 2016 Җилин ончта өдрмүдин лит, М-во культуры и туризма РК, Национальная библиотека им. А. М. Амур-Санана; сост. В. В. Сангаджиева; ред. О. Е. Аргунова; отв. за изд. Н. Б. Уластаева. — Элиста, 2015, стр. 31
- Борисенко И. В., Переселенческая деревня Калмыцкой степи. 1847—1917 гг./ Очерки исторической географии Калмыкии. Дореволюционный период, глава V, Элиста, Калмыцкое книжное издательство, 1991, стр. 164—191.